# Otto Ochmann
Otto Ochmann (* 9. März 1883 auf Schloss Schwarzwald/Lublinitz; † 8. Dezember 1957 in Weißenburg in Bayern) war ein Politiker der deutschen Minderheit in der Zweiten Polnischen Republik (KVP, später DKV) und Abgeordneter des Schlesischen Parlaments.

## Leben
Otto Ochmann besuchte die Städtische Elementarschule in Lublinitz und die kaufmännische Fortbildungsschule. Er arbeitete 25 Jahre lang als Rechtsanwalt-Notariats-Bürovorsteher in Lublinitz und verfügte über die Zulassung zur Prozessführung beim Amtsgericht Lublinitz. Nach 1922 wurde ihm die Zulassung zur Prozeßvertretung beim nun polnischen Sąd Rejonowy w Lublińcu durch die polnischen Behörden entzogen.
Otto Ochmann, der katholischen Glaubens war, war Mitglied und Amtswalter der DKV. Für diese war er im Mai 1930 in den Schlesischen Sejm gewählt worden. Bei den Wahlen im November 1930 wurde er wiedergewählt und blieb bis zum Ende der Wahlperiode 1935 im Parlament.
Nach dem Ende des Zweiten Weltkrieges flüchtete er als Heimatvertriebener aus Oberschlesien nach Weißenburg in Bayern.